# Embrionale (EP)
Embrionale è il secondo EP del rapper italiano Ghemon, pubblicato il 23 aprile 2010.

## Descrizione
Distribuito gratuitamente, il disco si compone di sette brani ed è dedicato al cantante statunitense Jon Brion, su cui Ghemon ha spiegato al riguardo:

## Tracce
1. Voci nella testa (Stentoree) – 2:05
2. Devo dire no, cazzo! – 3:07
3. Il regno è qui – 3:58
4. Lavorare, con lentezza – 1:39
5. PTS (PoiTiSpiego/PostTraumaticStress) – 3:14
6. Via da qui – 4:24
7. Splende in eterno – 2:49